# Nehad Abulkomsan
Nehad Lotfi Abulkomsan (también Nehad Abo El Qumsan, en árabe: نهاد لطفى أبو القمصان), (El Cairo, Egipto; 28 de septiembre de 1971) es una activista en el ámbito de los derechos de la mujer y colaboradora en el periódico egipcio El Watan News.

## Trayectoria
Nehad Abulkomsan estudió derecho en la Universidad de El Cairo y se graduó en 1992. En 1993, durante su pasantía como abogada, trabajó de voluntaria en la Organización Egipcia de los Derechos Humanos, donde un año después participó en el establecimiento de un proyecto de asistencia jurídica para mujeres. En 1995 entró a formar parte de dicha organización de manera profesional, trabajando en un programa específico para la mujer. Ese mismo año participó en la creación del Foro de Organizaciones para el Desarrollo de la Mujer, siendo miembro de su junta directiva y convirtiéndose, en 1996, en la directora de su Programa de Asistencia Jurídica.  Ese mismo año cofundó el Centro Egipcio para los Derechos de la Mujer, que todavía hoy preside, al tiempo que asumía el cargo de directora ejecutiva del centro. En 1997 formó parte del equipo de observadores internacionales para supervisar las elecciones parlamentarias de Yemen, y también ganó el concurso de desarrollo que llevó a cabo el Banco Mundial.
Está casada con el político y activista por los Derechos Humanos egipcio Hafez Abu Seada.